# 尼古拉·勒纳旺
尼古拉·勒纳旺（法語：Nicolas Renavand，1982年6月25日—），法國職業網球運動員。

## 外部連結
- 尼古拉·勒纳旺（英文/西班牙文）的官方資料
- 尼古拉·勒纳旺的國際網球總會 職業／青少年 官方資料（英文）
- 尼古拉·勒纳旺的官方資料（英文）